# Klement Aleksandrijski
Klement Aleksandrijski (Tit Flavije Klement) (Atena, 150. – 215. Cezareja), idealist, voditelj katehetske škole, prvi „doktor kršćanstva”, svetac.

## Život
Klement Aleksndrijski rodio se u Ateni od poganskih roditelja. Pretpostavlja se da je ondje primio i osnovno obrazovanje. Ne zna se mnogo niti o vremenu niti o mjestu njegova obraćenja. Nakon obraćenja kreće na put težeći naučavanju poznatih učitelja. Neki izvori potvrđuju da je bio zaređen za svećenika. Krajem II. stoljeća, nakon lutanja po Mediteranu, Siriji i Palestini, napokon se skrasio u Aleksandriji (Egipat). Odlučujuć za njegovo usmjerenje bio je susret s učiteljem Pantenom. Oko 200. godine Klement postaje njegov učenik i pomoćnik, a kasnije ga nasljeđuje na mjestu voditelja katehetske škole. Nekoliko godina kasnije za progona cara Septimija Severa, bježi iz Egipta u Kapadociju k svom učeniku Aleksandru koji će kasnije postati biskupom Jeruzalema i velikim prijateljem Origenovim. Umire nešto prije 215. godine, vjerojatno u Cezareji. 

## Djela
Klement piše obilno: trilogija u kojoj iznosi cjelinu kršćanske teologije: apologetiku, etiku i dogmatiku sastoji se od tri djela: Protreptik (ili Nagovor – 12 poglavlja gdje se obraća Grcima i poziva ih da se obrate sa svojih praznih filozofija i priklone Kristu – Logosu čija je pjesma silnija od one Orfejeve); Pedagog (niz od 3 knjige – praktično moralno – asketskih opomena, savjeta i propisa; Pedagog je sam Krist); Stomati (ili Tapiserije – sustavno nepovezanoj zbirci različitih tema u sedam knjiga); slijede Excerpta ex Theodoto, Eclogae propheticae, Adumbrationes, Quis divius salvetur? (Gdje se bavi ćudorednim značenjem zemajskog posjeda).

## Nauka
Smatra ga se prvim “doktorom kršćanstva“ zbog njegove velike učenosti i dobrog poznavanja, kako svih do tada napisanih spisa kršćanske tematike, tako i profanih spisa onog vremena. Premda kritizira vjeru pogana približava im se u raspravama stavljajući u odnos kršćansku objavu sa spoznajom i predkršćanskom filozofijom.  Spretno pak tvrdi da se filozofija i vjera ne sukobljavaju nego da filozofija dobro dolazi vjeri pomažući joj da dođe do dublje spoznaje vjerskih istina. Ovo će kasnije biti i jasnije izrečen stav Crkve. Želeći ipak pod svaku cijenu stavljati u odnos ove dvije stvarnosti na kraju upada u izvjesne greške i pretjeranosti precjenjujući filozofiju. Jezik i stil mu u zanosu pisanja prerasta u pjesnički. Bez obzira na sve ovo Klement se mnogo bavio praktičnim kršćanskim temama.  

### Nauka o Logosu
Klement želi utemeljiti svoj teološki sistem na ideji Logosa, otprije poznatoj ideji koju je doticao među ostalima i sv. Justin. On ju još više razvija čineći je konkretnijom i plodnijom. Logos je uzvišeni princip teološkog objašnjenja svemira. Logos je tvorac svijeta. On je objavio Boga u Zakonu starog zavijeta, u grčkoj filozofiji i konačno u punini vremena u utjelovljenju samoga sebe.  

### Ekleziologija
Suprotstavljajući se gnostičkim i heretičkim tvrdnjama on Crkvu vidi utemeljenu na Kristu i rođenu prije svih hereza pod znakom neraskidiva jedinstva. Ističe tri temeljna stupnja Crkvene hijerarhije: episkopat, prezbiterat i đakonat. 

### O sakramentima
Krštenje je novo rođenje kojim se preporađamo i postajemo posinjeni sinovi Božji i braća Kristova. Poslije krštenja se, po njemu kao i po drugim kršćanskim spisima tog vramena, samo jednom prima milost oproštenja grijeha u pokori. Brak potiče, a djevčanstvo ne smatra savršenijim izborom od braka.

## Vanjske poveznice
- Klement Aleksandrijski patrologija.com
- Clement of Alexandria (engl.)